# قرار مجلس الأمن التابع للأمم المتحدة رقم 376
قرار مجلس الأمن التابع للأمم المتحدة رقم 376، الصادر في 17 أكتوبر 1975، بعد دراسة طلب جزر القمر للعضوية في الأمم المتحدة، أوصى المجلس الجمعية العامة بقبول جزر القمر.
اعتمد القرار بأغلبية 14 صوتاً. لم تشارك فرنسا في التصويت.